# Szkodna
Szkodna – wieś w Polsce położona w województwie podkarpackim, w powiecie ropczycko-sędziszowskim, w gminie Sędziszów Małopolski.
| SIMC    | Nazwa       | Rodzaj     |
| ------- | ----------- | ---------- |
| 0661055 | Budy        | przysiółek |
| 0995632 | Dutkówka    | część wsi  |
| 0995649 | Gnypówka    | część wsi  |
| 0661061 | Kujdówka    | część wsi  |
| 0661078 | Łabajówka   | część wsi  |
| 0661084 | Pańskie     | część wsi  |
| 0995738 | Plackówka   | część wsi  |
| 0995796 | Sołtystwo   | część wsi  |
| 0995804 | Szymankówka | część wsi  |
| 0661090 | Wójcikówka  | część wsi  |
| 0661109 | Zapadziska  | przysiółek |

Była wsią królewską w województwie sandomierskim w 1629 roku. W latach 1975–1998 miejscowość administracyjnie należała do województwa rzeszowskiego.